# كمانغر كلا (دابوي الجنوبي)
کمانغر کلا (بالفارسية: کمانگرکلا) هي منطقة سكنية تقع في إيران في قسم دابوي الجنوبی الريفي. يقدر عدد سكانها بـ 629 نسمة .